# Herman Wedel-Jarlsberg
Johan Caspar Herman Wedel-Jarlsberg (21 de setembro de 1779 — 27 de agosto de 1840) foi um político norueguês, um dos dois únicos nobres intitulados na Noruega. Ele desempenhou um papel ativo na Assembléia Constituinte em Eidsvoll em 1814 e foi o primeiro nativo norueguês a exercer o cargo de governador (representando o rei ausente como chefe do gabinete norueguês) durante o período de união com a Suécia.